# هنري رايت
هنري رايت (بالإنجليزية: Henry Wright) هو مهندس المناظر الطبيعية أمريكي، ولد في 1878، وتوفي في 1936.